# Redeyef
Redeyef (àrab: الرّدَيِّف, ar-Radayyaf) és una ciutat de Tunísia a la governació de Gafsa, situada a uns 20 km de la frontera algeriana i a més de 70 km per carretera de Gafsa. La municipalitat té 26.666 habitants i és capçalera d'una delegació amb 31.440 habitants.

## Economia
Es troba a una zona de mines de fosfats als peus del Djebel Chouabina, situat al sud. Les mines de Redeyef foren obertes el 1903 i foren de les primeres del país; els fosfats foren descoberts a Metlaoui, al Djebel Telja, uns 50 km a l'est, pel geòleg aficionat francès Philippe Thomas l'abril de 1885.
Van ser explotades des del 1907 per la Compagnie des Phosphates et du chemin de fer de Gafsa que va existir amb aquest nom fins al 1930 i després es va anomenar Compagnie des phosphates et des chemins de fer de Sfax-Gafsa fins al 1967, any en què va acabar la concessió i la societat fou incorporada a la companyia ferroviària nacional Société nationale des chemins de fer tunisiens. Per a l'explotació dels fosfats es va fundar llavors la Companyia de fosfats de Gafsa, de titularitat estatal, que encara avui dia les explota.
Una via de ferrocarril uneix les mines i la ciutat amb la vila de Tabedit, on es divideix en dos ramals: un que va cap al nord i un altre cap a Gafsa i la costa oriental.

## Administració
És el centre de la delegació o mutamadiyya homònima, amb codi geogràfic 61 56 (ISO 3166-2:TN-12), dividida en cinc sectors o imades:
- Redeyef Centre (61 56 51)
- Redeyef Nord (61 56 52)
- Redeyef Sud (61 56 53)
- Redeyef Gare (61 56 54)
- Tabdit (61 56 55)

Al mateix temps, forma una municipalitat o baladiyya (codi geogràfic 61 14).